# Juan Subercaseaux Errázuriz
Juan Subercaseaux Errázuriz (Santiago, 26 de agosto de 1896-Condoriaco, Coquimbo, 9 de agosto de 1942) fue un sacerdote chileno, obispo de Linares y Arzobispo de La Serena.

## Biografía

### Familia
Fue hijo de Ramón Subercaseaux Vicuña, diplomático de carrera y embajador de Chile ante la Santa Sede por más de dos décadas, y Amalia Errázuriz Urmeneta, escritora, autora del libro "Roma del alma". Por lo tanto, fueron sus hermanos fray Pedro Subercaseaux un connotado historietista y pintor, y Luis Subercaseaux diplomático y atleta.
Y también tuvo por sobrinos al venerable Francisco Valdés Subercaseaux, y a Gabriel Valdés Subercaseaux destacado político chileno. 
Juan fue educado en los valores de la fe, en una familia profundamente católica, y tuvo como director espiritual al famoso sacerdote chileno, Miguel León Prado, párroco de San Miguel, que llegaría a ser, años más tarde, el primer obispo de la Diócesis de Linares. Juan asistió al prestigioso colegio jesuita de Santiago, "San Ignacio", y desde allí pasó directamente al Seminario mayor de Santiago, para continuar su educación.

## Vida religiosa
Su ordenación sacerdotal fue el ordenado sacerdote de Santiago de Chile el 3 de abril de 1920.

### Estudios en Roma
Después de su ordenación sacerdotal, Juan Subercaseaux continuó sus estudios de Filosofía y Teología en Roma, inicialmente en la Pontificia Universidad Gregoriana y, posteriormente, en el Pontificio Collegio Pío Latino Americano de Roma y en la "Accademia dei Nobili Ecclesiastici" (denominada actualmente "Pontificia Academia Eclesiástica"), donde obtuvo el doctorado en Filosofía y Teología.

### Obispo
Fue nombrado obispo de Linares, Chile, el 23 de febrero de 1935 y recibió la ordenación episcopal el 28 de abril de 1935 por el Nuncio Apostólico en Chile, Arzobispo Ettore Felici. El 12 de mayo de ese año fue instalado como obispo en Linares.
Después de casi cinco años a la cabeza de dicha diócesis, fue promovido a Arzobispo y trasladado a la Arquidiócesis de La Serena, Chile el 8 de enero de 1940, siendo instalado en dicha arquidiócesis el 9 de abril de ese año.
Recibió la Orden de la Corona de Italia. Murió trágicamente en un accidente automovilístico, cerca de la localidad minera de Condoriaco, provincia de Coquimbo, Chile el 9 de agosto de 1942. Tres días después, su cuerpo fue depositado en la cripta de los obispos y arzobispos de la Catedral de La Serena.